# Parafia Najświętszego Serca Pana Jezusa w Krakowie (Podgórze)
Parafia Najświętszego Serca Pana Jezusa w Krakowie – parafia rzymskokatolicka należąca do dekanatu Kraków-Podgórze archidiecezji krakowskiej w Płaszowie przy ulicy Saskiej.

## Historia parafii
Parafia została erygowana w 1939, a jej okręg terytorialny został wydzielony z parafii św. Józefa w Podgórzu.
Świątynia nazywana dziś kościołem parafialnym, była początkowo kaplicą zakonną, wybudowana w 1931, w której oprócz księży i uczniów małego seminarium modlili się mieszkańcy Płaszowa. Kaplica ta (o powierzchni 200 m²) została poświęcona 4 października 1931 r.
Od samego początku istnienia parafii posługę duszpasterską pełnili księża Sercanie, którzy przybyli do Polski w okresie międzywojennym. Zgromadzenie to zostało założone w 1878 r. we Francji.
Nadzór klerycki nad parafią pełni Zgromadzenie Księży Najświętszego Serca Jezusowego.

## Proboszczowie
- ks. Ignacy Stoszko
- ks. Wincenty Turek
- ks. Stanisław Dadej
- ks. Stefan Zabdyr
- ks. Eugeniusz Hopciaś
- ks. Marian Niziołek
- ks. Kazimierz Kowalczyk
- ks. Andrzej Gruszka
- ks. Sławomir Knopik
- ks. Bogusław Pociask
- ks. Zenon Siedlarz
- ks. Sławomir Kamiński

## Wspólnoty parafialne
- Ruch Sercańskiej Młodzieży
- Duchowa Adopcja
- Sercańska wspólnota świeckich
- Służba Liturgiczna
- Caritas
- Chór parafialny
- Żywy Różaniec
- Schola
- Margaretki

## Zasięg parafii
Ulice:
Działki, Gromadzka, Gumniska, Heweliusza, Kiełkowskiego, Klimeckiego, Koszykarska, Koźlarska, Krzywda, Lasówka, Myśliwska (do skrzyżowania z ul. Lasówka), Niwy, Nowohucka, Pana Tadeusza, Paproci, Płaszowska, Portowa, Powstańców Wielkopolskich, Przewóz (do skrzyżowania z ul. Rzebika), Sarmacka, Saska, ks. I. Stoszki, Stróża Rybna, Strycharska, Szczecińska, Szczygla, Szklarska, ks. W. Turka, Wodna 26–37, Zadworze.